# Bisdom Campos
Het bisdom Campos (Latijn: Dioecesis Camposina) is een rooms-katholiek bisdom met als zetel Campos dos Goytacazes, in Brazilië. Het bisdom is suffragaan aan het aartsbisdom Niterói.

## Geschiedenis
Het bisdom werd opgericht op 4 december 1922, uit delen van het bisdom Niterói, en was suffragaan aan het aartsbisdom São Sebastião do Rio de Janeiro. Op 26 maart 1960 wisselde het van kerkprovincie en werd suffragaan aan het nieuw verheven aartsbisdom Niterói. 

## Parochies
Het bisdom had in 2021 een oppervlakte van 12.091 km2 en telde 1.180.000 inwoners waarvan 86,4% rooms-katholiek was.

## Bisschoppen
- Henrique César Fernandes Mourão (1 mei 1925 - 16 december 1935)
- Octaviano Pereira de Albuquerque (16 december 1935 - 3 januari 1949; aartsbisschop op persoonlijke titel)
- Antônio de Castro Mayer (3 januari 1949 - 29 augustus 1981; coadjutor sinds 6 maart 1948)
- Carlos Alberto Etchandy Gimeno Navarro (29 augustus 1981 - 9 mei 1990)
- João Corso (12 oktober 1990 - 22 november 1995)
- Roberto Gomes Guimarães (22 november 1995 - 8 juni 2011)
- Roberto Francisco Ferrería Paz (8 juni 2011 - heden)

Niterói (aartsbisdom) · Campos · Nova Friburgo · Petrópolis